# Leif Halvorsen

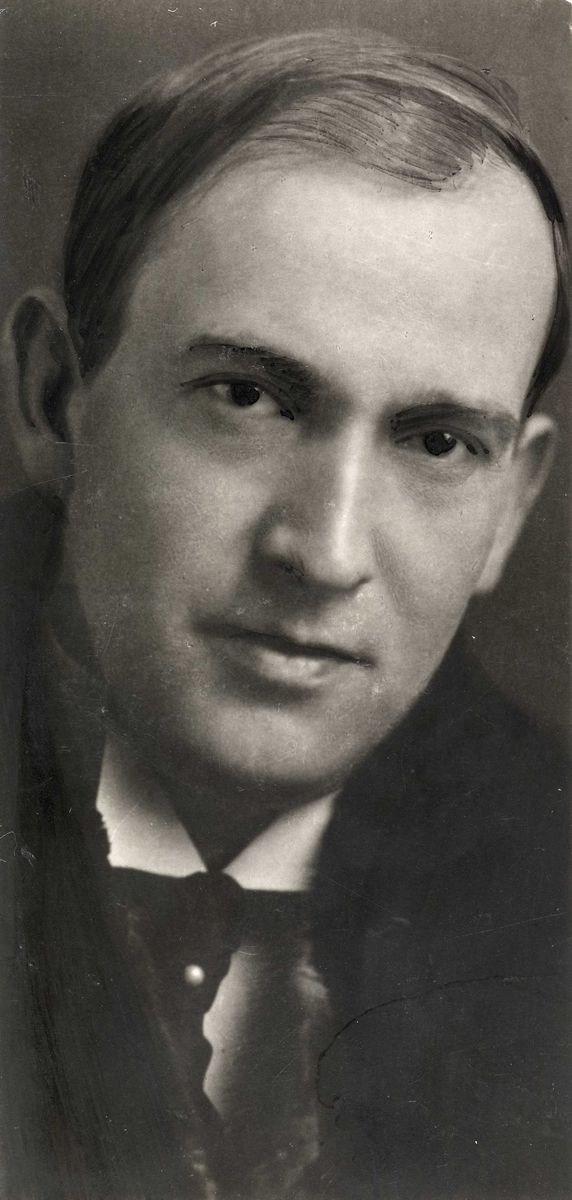
Leif Halvorsen ca. 1935

Leif Fritjof Halvorsen (* 26. Juli 1887 in Kristiania; † 28. Dezember 1959 in Oslo) war ein norwegischer Komponist, Geiger und Dirigent.
Halvorsen war von 1905 bis 1906 Geiger im Orchester des Nationaltheaters, danach in der Harmonien und wirkte von 1908 bis 1914 in Berlin und Paris. 1915 wurde er Konzertmeister am Nationaltheater, von 1918 bis 1921 war er Dirigent der Opera comique in Oslo, von 1921 bis 1928 Dirigent der Cæciliaforeningen. Daneben unternahm er als Solist zahlreiche Konzertreisen, war jahrelang Primarius des Norske Strykekvartett und ein gesuchter Violinlehrer. Halvorsen komponierte u. a. Kammermusik, Lieder und Chorlieder, Kantaten und Filmmusik. Er war mit der Sängerin Haldis Halvorsen verheiratet.